# Улица Павленко (Ялта)
Улица Павленко — улица Ялты. Поднимается по склону холма Дарсан от улицы Кирова.

## История
Первоначальное название — Горный проспект.
Современное название в честь советского писателя — Петра Павленко (1899—1951), с 1945 года жившего в Крыму по состоянию здоровья. Музей писателя на улице был открыт в историческом здании в 1958 году по решению гор совета как литературный филиал краеведческого музея. В 2000-х годах музей не работал, разрабатываются планы возрождения музея

## Достопримечательности
д. 10 — Дом-музей К. А. Тренёва и П. А. Павленко

## Известные жители
д. 3 — Леся Украинка (мемориальная доска)
д. 10 — К. А. Тренёв и П. А. Павленко